# Stephenia sykesi
Stephenia sykesi is een vlinder uit de familie van de Nymphalidae. De wetenschappelijke naam van deze soort is voor het eerst voorgesteld, als Acraea sykesi, door Emily Mary Bowdler Sharpe in een publicatie uit 1902.

## Verspreiding
Deze zeldzame soort komt voor in Noord-Nigeria, Noord-Kameroen, Centraal-Afrikaanse Republiek, Noordoost-Congo-Kinshasa, Oost-Zuid-Soedan, Noord-Oeganda, Zuidwest-Kenia en Noordwest-Tanzania.

## Habitat
Het habitat bestaat uit droge rivierbeddingen in de savannes van West-Afrika en droge landschappen met lage (doorn-)struiken.

## Waardplanten
De rups leeft op Adenia venenata Forssk. (Passifloraceae).